# 細谷亮太
細谷 亮太（ほそや りょうた、1948年 - ）は、日本の小児科医、文筆家。専門は、小児がん・小児のターミナルケア・育児学。

## 来歴
山形県河北町に生まれる
。実家は医院であった。東北大学医学部を卒業後は聖路加国際病院小児科に勤めた。1978年 - 1980年にテキサス大学M・D・アンダーソン病院がん研究所で勤務した（帰国後は聖路加国際病院に復職）。2022年現在は聖路加国際病院小児科顧問を務める。
趣味として俳句を嗜む。細谷喨々の俳号を持ち石川桂郎に師事した。俳誌『一葦』（主宰：島谷征良）同人。
仏教にも精通しており、四国八十八箇所札所の歩き遍路などもしている。

## 著書
細谷喨々名
- 『句集　桜桃』東京四季出版　1987
- 『句集二日』ふらんす堂2007

細谷亮太名
- 『パパの子育て歳時記』毎日新聞社　1990
- 『おめでたを知ったあなたへの手紙』婦人生活社　1993　月刊マタニティの本
- 『川の見える病院から がんとたたかう子どもたちと』岩崎書店　1995　「医師としてできることできなかったこと 川の見える病院から」講談社+α文庫
- 『よくわかるはじめての育児』講談社　1995
- 『ほんとうに大切なことがわかる育児の絵本 0～2才』高橋書店　1996
- 『赤ちゃんとの時刻』朝日新聞社　1998
- 『いのちを見つめて』岩波書店　1998　シリーズー生きる
- 『子育て育児の常識ウソ!?ホント?!』講談社　1999
- 『ぼくのいのち』永井泰子絵　岩崎書店　1999　いのちのえほん
- 『小児病棟の四季』2002　岩波現代文庫
- 『おっぱいはごちそう』脚本・監修 礒みゆき絵　童心社　2003　からだってすごい! かみしばい
- 『おにいちゃんがいてよかった』永井泰子絵　岩崎書店　2003　いのちのえほん
- 『ちちちマン』脚本・監修 高橋透絵　童心社　2003　からだってすごい! かみしばい
- 『いつもいいことさがし 小児科医が見た日本の子どもたちとおとなたち』暮しの手帖社　2005　のち中公文庫
- 『命のノート ぼくたち、わたしたちの「命」についての12のお話』講談社　2006　こどもライブラリー
- 『生きるために、一句』講談社　2007
- 『医者が泣くということ』角川書店 2007　のち文庫
- 『0～5歳細谷先生のわくわく子育て』小学館　2008
- 『今、伝えたい「いのちの言葉」』佼成出版社　2009
- 『優しさはどこから 小児科医・細谷亮太先生が贈る』婦人之友社　2009
- 『生きようよ 死んじゃいけない人だから』岩崎書店　2010
- 『いい日にしよう、ね! いのちを見つめるドクターの"ほのぼの日記"』主婦の友社　2011
- 『いつもいいことさがし 2』暮しの手帖社　2011
- 『なみだ』永井泰子絵　ドン・ボスコ社　2011

## 共編著
- 『小児診療と検査の基本手技 イラスト』阿部敏明共編　医学書院　1989
- 『こんなときどうする?赤ちゃん相談室』草川功共著　主婦と生活社　1996
- 『日本の四季旬の一句』坪内稔典、仁平勝共著　講談社　2002
- 『いのちの言葉 対談集』柳田邦男、山崎章郎、道浦母都子、徳永進,高史明共著　三輪書店　2005
- 『小児がん チーム医療とトータル・ケア』真部淳共著　2008　中公新書
- 『赤ちゃんと絵本をひらくひととき 『赤ちゃんと絵本をひらいたらブックスタートはじまりの10年』出版記念イベント 対談』佐々木宏子　ブックスタート　2010
- 『いざというとき必ず役立つ小児診療のコツ 症候・疾患別に、まず考えること、すべきことがわかる!』改訂版 編　羊土社　2012　ジェネラル診療シリーズ

## 翻訳
- Lynn S.Baker ほか『君と白血病 この1日を貴重な1日に』医学書院　1982
- チャールズ・M・シュルツ『チャーリー・ブラウンなぜなんだい? ともだちがおもい病気になったとき』岩崎書店　1991
- アメリカがん協会編 ジェラルド・P.マーフィー、ロイス・B.モリス、ダイアン・ラング著『がん 自分で選び、決定するために 早期発見・検査・診断・治療・回復まで』監訳 青木玲訳　保健同人社　1998
- ポール・シャワーズ作 ホリー・ケラー絵『きいてみようしんぞうのおと』福音館書店　2009